# Xylocampa hethitica
Xylocampa hethitica är en fjärilsart som beskrevs av Kobes och Rudolf Pinker 1976. Xylocampa hethitica ingår i släktet Xylocampa och familjen nattflyn. Inga underarter finns listade i Catalogue of Life.